# Principio di Dilbert
Il principio di Dilbert è un'osservazione satirica, fatta negli anni Novanta dal fumettista Scott Adams, secondo la quale le aziende tendono a promuovere sistematicamente i loro dipendenti meno competenti a posizioni di management (di solito middle management), allo scopo di limitare i danni che essi sono in grado di fare. Nella striscia di Dilbert del 5 febbraio 1995 Dogbert afferma che "la leadership è il modo che la natura ha per rimuovere gli stupidi dal processo produttivo".
Adams spiegò il principio in un articolo apparso sul Wall Street Journal nel 1995. Quindi espanse lo studio del principio stesso in un libro satirico dal titolo The Dilbert Principle, edito nel 1996, la cui lettura è richiesta o raccomandata per alcuni corsi di management. In tale libro Adams scrive che, in termini di efficacia, l'uso del principio di Dilbert è affine alla scelta di uno scoiattolo come leader da parte di un gruppo di gorilla. Il libro ha venduto più di un milione di copie ed è stato nell'elenco dei best seller del New York Times per 43 settimane.
Benché gli accademici possano rifiutare la veridicità del principio, notando che esso contrasta con le tradizionali tecniche di gestione delle risorse umane, esso ha origine come forma di satira di una questione molto discussa nel mondo del lavoro. Il principio di Dilbert è una variazione del principio di Peter. Quest'ultimo riguarda la pratica, nelle organizzazioni gerarchiche (quali corporation e agenzie governative), di utilizzare la promozione come maniera di ricompensare i dipendenti che dimostrano competenza nella loro posizione; a causa di tale pratica — il principio afferma — una persona competente sarà alla fine promossa (e ivi rimarrà) ad una posizione per la quale è incompetente.
Il principio di Dilbert, d'altra parte, sostiene che i dipendenti incompetenti sono promossi intenzionalmente per impedire loro di far danni (quali ridurre la qualità dei prodotti, offendere clienti o altri dipendenti, etc.). Il Principio di Dilbert attinge all'idea che in certe situazioni i gradi più alti di una organizzazione possono avere scarsa influenza sulla effettiva produzione e che il vero lavoro è in maggioranza fatto dagli elementi dei gradini più bassi. È possibile che entrambi i principi valgano nella stessa organizzazione.